# Озёрнянская сельская община
Озёрнянская сельская община (укр. Озернянська сільська громада) — территориальная община в Тернопольском районе Тернопольской области Украины.
Административный центр — село Озёрная.
Население составляет 6910 человек. Площадь — 167,9 км².
В соответствии с распоряжением Кабинета Министров Украины от 12 июня 2020 года, в состав общины вошла территория Богдановского, Высыповецкого, Нестеровского, Озернянского, Осташевского и Цебровского сельских советов упразднённого Зборовского района.

## Населённые пункты
В состав общины входит 13 сёл:
- Озёрная
- Богдановский старостинский округ:
  - Белковцы
  - Богдановка
  - Сыровары
  - Яцковцы
- Высыповецкий старостинский округ:
  - Воробиевка
  - Высыповцы
  - Кокутковцы
  - Нестеровцы
  - Серединцы
- Осташевский старостинский округ:
  - Даниловцы
  - Осташевцы
- Цебровский старостинский округ:
  - Цебров